# Arnold A. Friedmann
Arnold A. Friedmann (geboren 12. Mai 1925 in Nürnberg; gestorben 17. Februar 2017 in Amherst) war ein US-amerikanischer Designer und Hochschullehrer.

## Leben
Arnold A. Friedmann war ein Sohn des promovierten Rechtsanwalts Max Friedmann und der Else Bacharach. Er hatte eine Schwester. Er wuchs in Nürnberg auf besuchte zunächst dort ein Gymnasium, nach der Machtübergabe an die Nationalsozialisten wurde er auf die Israelitische Realschule in Fürth verwiesen. Nach der Reichspogromnacht 1938 floh die Familie 1939 nach Palästina.
Um zum Familienunterhalt beizutragen, absolvierte er eine Lehre als Schreiner. Mit achtzehn Jahren meldete er sich für die Jüdische Brigade der British Army und wurde zum Sergeant befördert.
Friedmann emigrierte 1947 in die USA, arbeitete als Schreiner und besuchte in New York City die Brooklyn Museum Art School. Während des Israelischen Unabhängigkeitskrieges kehrte er 1948/49 als Soldat der IDF nach Israel zurück. Friedmann heiratete 1949 die 1926 in Wien geborene Sonderschullehrerin Susanne Kirsch, sie hatten zwei Kinder. Er studierte ab 1949 am Pratt Institute, erlangte dort 1953 einen B.F.A. und 1960 einen Master-Abschluss, 1976 wurde er an der Union Graduate School promoviert. Die amerikanische Staatsbürgerschaft erhielt er 1955. Ab 1954 war er Dozent am Pratt, 1957 wurde er Assistant Professor, 1961 Associate Professor und 1966 Professor, von 1970 bis 1972 war er Dekan. Im Jahr 1972 wechselte er als Professor of Design an die University of Massachusetts at Amherst und leitete dort das Environmental Design Department. Im Jahr 1990 wurde er emeritiert.
Friedmanns 1968 veröffentlichte Schrift Critical Study of Interior Design Education führte zu einem landesweiten Überdenken der Design-Studiengänge.

## Schriften (Auswahl)
- A Critical Study of Interior Design Education. 1968
- John F. Pile, Arnold Friedmann, Forrest Wilson: Interior design: an introduction to architectural interiors. New York : Elsevier, 1976
- Arnold Friedmann; Craig Zimring; Ervin Zube: Environmental Design Evaluation. New York : Plenum Press, 1978